# Jeca Tatu
Jeca Tatu é uma personagem criada por Monteiro Lobato em sua obra Urupês, que contém 14 histórias baseadas no trabalhador rural paulista. Simboliza a situação do caipira, abandonado pelos poderes públicos brasileiros, às doenças, ao atraso econômico, educacional e à indigência política.
"O Jeca Tatu não é assim, ele está assim". A frase de Monteiro Lobato, sobre um dos seus mais populares personagens, refere sua obra para além das histórias infantis e incomoda a elite intelectual da época, acostumada a uma visão romântica do homem do campo. Jeca Tatu, um caipira de barba rala e calcanhares rachados – porque não gostava de usar sapatos, era pobre, ignorante e avesso aos hábitos de higiene urbanos. Morava na região do Vale do Paraíba Paulista, distinta por seu atraso.
O personagem Jeca Tatu e a análise dele feita por Monteiro Lobato no conto Urupês e no artigo "Velha Praga" de Monteiro Lobato é assim explicado pelo folclorista Cornélio Pires, quando analisa o caipira caboclo:
| “ | Coitado do meu patrício!, (o caipira caboclo), Apesar dos governos os outros caipiras se vão endireitando à custa do próprio esforço, ignorantes de noções de higiene… Só ele, o caboclo, ficou mumbava, sujo e ruim! Ele não tem culpa… Ele nada sabe. Foi um desses indivíduos que Monteiro Lobato estudou, criando o Jeca Tatu, erradamente dado como representante do caipira em geral! | ” |

## Movimento sanitarista
O trabalho do escritor voltado para várias questões sociais, dentre elas a saúde pública no país, repercute na política e na campanha sanitarista da década de 1920, denunciando a precariedade da saúde das populações rurais, com impacto na redefinição das atribuições do governo no campo da saúde.
Num primeiro momento, em artigos publicados no jornal O Estado de S. Paulo, (1914), Lobato pensa o caboclo como uma praga nacional: funesto parasita da terra (…) homem baldio, inadaptável à civilização (…), responsabilizando-o pelos problemas da agricultura.
A história do Jeca Tatu relaciona-se com a de Lobato. Segundo seus biógrafos, em 1911, ele herda do avô a fazenda Buquira, no Vale do Paraíba (SP), tornando-se fazendeiro. Desentende-se com empregados e cria uma figura desqualificada do caipira, tomando o caipira caboclo como protótipo do caipira, considerando-o preguiçoso demais para promover melhorias no seu modus vivendi.
Em 1912, os cientistas Belisário Pena e Artur Neiva investigam a fauna e a flora de regiões brasileiras e investigam, além da flora e da fauna, a condição sanitária da população rural do Brasil. As informações, publicadas em Relatório Médico-Científico (1916) pelo Instituto Oswaldo Cruz, promove campanhas em favor do saneamento, estimula a criação da Liga Pró-Saneamento do Brasil" (1918). Monteiro Lobato aderiu à campanha com o seu personagem Jeca Tatu.
No bojo das campanhas sanitaristas, Monteiro Lobato modifica sua análise do problema: Pobre Jeca. Como és bonito no romance e feio na realidade., transformando-o num novo símbolo de brasilidade. Não por acaso, em 1924, foi criado o personagem radiofônico Jeca Tatuzinho, que ensinava noções de higiene e saneamento às crianças.